# Sakurako-san no Ashimoto ni wa Shitai ga Umatteiru
Sakurako-san no Ashimoto ni wa Shitai ga Umatteiru (jap. 櫻子さんの足下には死体が埋まっている, dt. „Eine Leiche wird unter Sakurakos Füßen begraben“) ist ein Detektivroman des Autors Shiori Ōta und des Illustrators Tetsuo. 2015 erschien eine Anime-Adaption des Studios Troyca in Japan.

## Inhalt
Die Geschichte spielt in Asahikawa auf Hokkaidō handelt von Sakurako Kujō (九条 櫻子), einer Frau in den Zwanzigern, die allein mit einer Haushälterin in einem Herrenhaus wohnt und fasziniert von Knochen und deren Geschichte ist. Bei ihren Knochenexkursionen wird sie von dem Oberschüler Shōtarō Tatewaki (館脇 正太郎) als Assistenten unterstützt, wobei sie dabei immer zufällig auf menschliche Überreste aus Verbrechen stoßen, die die Hobby-Osteologin und -Forensikerin Sakurako löst, während Shōtarō sie im Zaum halten muss, die Knochen nicht selbst zu behalten.

## Veröffentlichung
Die Light Novel von dem Autor Shiori Ōta und dem Illustrator Tetsuo erscheint seit 2013 bei Kadokawa Shoten unter dem Label Kadokawa Bunko in Japan. Laut des Verlags wurde die Light Novel über 600.000 Mal verkauft (Stand Februar 2015). Bisher sind acht Ausgaben in Japan erschienen (Stand Oktober 2015).

## Adaptionen

### Manga
Eine von Tō Mizuguchi gezeichnete Manga-Adaption erscheint seit dem 4. Juli 2015 (Ausgabe 8/2015) im Magazin Young Ace bei Kadokawa. Die Kapitel wurden auch in bisher (Stand: November 2015) einem Sammelband (Tankōbon) zusammengefasst.

### Anime
Studio Troyca adaptierte das Werk als Anime-Serie mit dem englischen Alternativtitel A Corpse Is Buried Under Sakurako’s Feet unter der Regie von Makoto Katō. Das Drehbuch der Serie schrieb Takayo Ikami. Die Ausstrahlung der 12 Folgen vom 8. Oktober bis 24. Dezember 2015 nach Mitternacht (und damit am vorigen Fernsehtag) auf Tokyo MX, sowie mit Versatz auch auf KBS Kyōto, Sun TV, Hokkaidō Hōsō, TV Saitama, Chiba TV, TV Kanagawa, Gifu Hōsō, BS11, Mie TV und TVQ Kyūshū.
Crunchyroll streamt die Serie als Beautiful Bones -Sakurako’s Investigation- als Simulcast mit englischen Untertiteln in Nord- und Mittelamerika, dem Vereinigten Königreich, Irland und Südafrika. Für den Heimkinomarkt wurde sie in Nordamerika von Sentai Filmworks erworben. Am 22. November 2015 gab der deutsche Publisher Kazé die Lizenzierung des Anime für den deutschen Markt bekannt mit der Absicht diesen Ende 2016 veröffentlichen zu wollen.
Der Vorspanntitel Dear answer stammt von der Band True, der Abspanntitel Uchiyoserareta Bōkyaku no Zankyō ni (打ち寄せられた忘却の残響に) stammt von der Band Technoboys Pulcraft Green-Fund, die auch die gesamte Musik des Anime komponiert hat.

#### Synchronisation
| Rolle            | japanischer Sprecher | deutscher Sprecher |
| ---------------- | -------------------- | ------------------ |
| Sakurako Kujyō   | Shizuka Itō          | Joey Cordevin      |
| Shōtarō Tatewaki | Jun’ya Enoki         | Tim Kreuer         |
| Yuriko Kōgami    | Ayaka Imamura        | Leonie Landa       |
| Ume Sawa         | Masako Isobe         | Isabella Grothe    |
| Hiroki Utsumi    | Hiroki Takahashi     | Johannes Semm      |
| Itsuki Isozaki   | Akira Ishida         | Ingo Abel          |
| Haruto Imai      | Tetsuya Kakihara     | Daniel Axt         |